# Sexual Healing (Film)
Sexual Healing ist ein US-amerikanisches Filmdrama aus dem Jahr 1993. Regie führte Howard Cushnir, der auch das Drehbuch schrieb und den Film mitproduzierte.

## Handlung
Rene ist mit Frank verheiratet und hat Kinder. Sie fühlt sich gelangweilt und lernt durch einen Partnersuche-Telefondienst den alleinstehenden David kennen, der von seiner Freundin Marta verlassen wurde. Rene und David führen erotische Telefongespräche und tauschen postalisch Fotos aus, sie treffen sich jedoch nicht.

## Kritiken
Ken Tucker schrieb in der Entertainment Weekly nach der Fernsehausstrahlung, der Film biete die beste Besetzung der Woche in der größten Enttäuschung der Woche. Die Telefongespräche der Hauptfiguren würden derart „gesetzt und unerotisch“ wirken, dass es den Zuschauer in Verlegenheit bringe. Die Rolle der „großartigen“ Mare Winningham sei „viel zu klein“.
Tony Scott schrieb in der Zeitschrift Variety vom 16. Juli 1993, die Geschichte sei intelligent erzählt. Die Regie wirke effizient, ohne vulgär zu werden. Anthony Edwards agiere sicher in seiner Rolle. Es wurden ferner die „scharfsichtige“ Kameraarbeit und der „intelligente“ Schnitt gelobt.

## Auszeichnungen
Anthony Edwards und die Produzenten wurden im Jahr 1994 für die CableACE Awards nominiert.

## Hintergründe
Der Film wurde in Los Angeles gedreht. Die Darsteller arbeiteten umsonst, was Showtime Networks ermöglichte, einem AIDS-Projekt 25 Tsd. US-Dollar zu stiften. Zum Soundtrack gehören die Songs Well It's Gone von Mare Winningham, Sexual Healing von Marvin Gaye sowie Who by Fire von Leonard Cohen.